# Anthene natalensis
Anthene natalensis är en fjärilsart som beskrevs av Otto Staudinger 1888. Anthene natalensis ingår i släktet Anthene och familjen juvelvingar. Inga underarter finns listade i Catalogue of Life.